# Pauliina Lerche

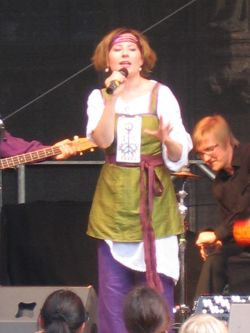
Pauliina Lerche (2008)

Pauliina Lerche (* 19. März 1974 in Rääkkylä, Finnland, als Pauliina Luukanen) ist eine finnische Musikerin (Gesang, Akkordeon, Kantele, Violine, Deltar) und Komponistin.
Bereits mit vier Jahren erhielt sie Violinunterricht. Mit neun Jahren gehörte sie zu den Gründungsmitgliedern der finnischen Band Värttinä. Nachdem sie drei Jahre die Sibelius-Akademie in Kuopio besucht hatte, schrieb sie sich am Folkmusik-Institut der Sibelius-Akademie in Helsinki ein. Diese Studien schloss sie im Jahre 2002 ab.
Pauliina Lerche ist seit 2000 mit dem finnischen Jazzmusiker Peter Lerche verheiratet und war und ist, neben ihrer Solokarriere, an zahlreichen Musikprojekten beteiligt:
- Värttinä 1983–1989
- Sivuluisu 1990–1993 (Folkmusikband während ihrer Hochschulzeit in Kuopio, die 1992 die Single Heilans aatto/Veret veröffentlichte)
- Mimmit 1993–2001 und seit 2008 (Kindermusikprojekt, zusammen mit ihrer Schwester Hannamari Luukanen, bis 2001 als Quartett)
- Burlakat seit 1994 (ausschließlich in karelischer Sprache singende Folk-/Folkrock-Band)
- Vesa-Matti Loiri Band seit 2002 (als Ersatz für Maria Kalaniemi)
- Kriya seit 2003 (Finnisch-Indisches Ensemble)
- Hector Acoustic Quartet seit 2004

## Diskographie (Auswahl)
Soloalben als Pauliina Lerche:
- Katrilli (2002)
- Malanja (2006)

Alben mit Mimmit:
- Hats Hats Harakkainen (2008)
- Maailman ympäri (2011)
- Vuodenajat (2013)
- Muskari (2015)
- Musapatti (2019)

Alben mit Kriya
- Kriya (2006)

Alben mit Burlakat
- Tsastuska (1999)
- Magie (2003)
- Oma (2009)

Alben mit Värttinä:
- Värttinä (1987)
- Musta Lindu (1989) – später als Black Bird wiederveröffentlicht